# Djevojka na poziv
Djevojka na poziv, djevojka za društvo, call girl (anglizam), kolgerla ili eskort-dama (engl. escort = pratnja) je prostitutku čije je pružanje usluga prethodno dogovoreno na daljinu, odnosno ne na javnom mjestu kao što je to slučaj s uličnim prostitutkama ili prostitutkama koje rade u javnim kućama. Klijent s djevojkom na poziv dogovara sastanak, rabeći sredstva za komunikaciju kao što su telefon ili internet; u tome može posredovati specijalizirana »eskort–agencija«, rjeđe svodnik. Sastanak se potom odvija na mjestu koje je odabrala sama seksualna radnica ili na mjestu koje je odabrao klijent. Za muške prostitutke koji djeluju na sličan način upotrebljava se izraz call boy. 

## Vanjske poveznice
- Jacobson, Mark: „The $2,000 an-Hour Woman” New York Magazine, 18. srpnja 2005.